# Optimeringsproblem
Optimeringsproblem, ett beräkningsproblem där det gäller att hitta den optimala lösningen för ett givet problem. Optimeringsproblem löses inom optimeringsläran.
Klassiska optimeringsproblem:
- handelsresandeproblemet (TSP) "the Traveling Salesman Problem"
- kappsäcksproblemet
- kinesiska brevbärarproblemet
- hinkpackning
- lokaliseringsproblemet
- övertäckningsproblemet